# Bremer Hof

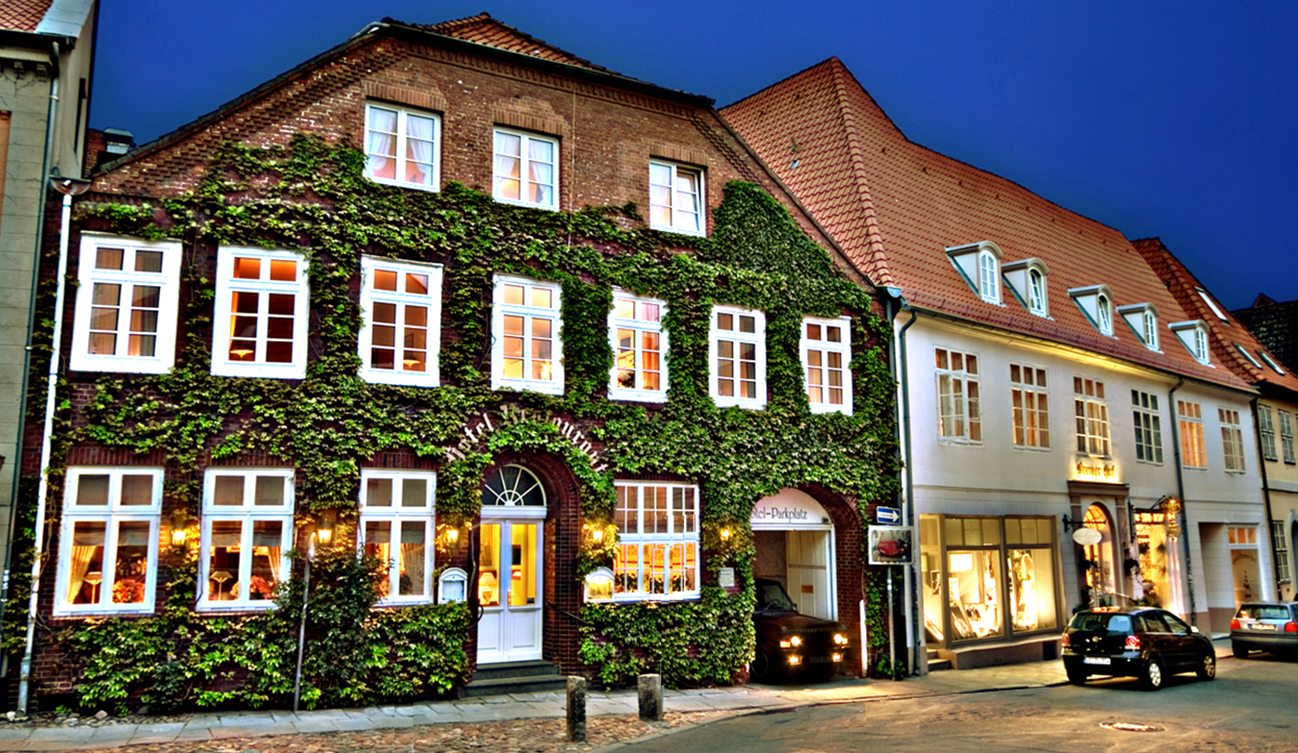
Haupteingang im Jahre 2012

Der Bremer Hof ist ein Stadthotel in Lüneburg. Das Haus hat eine auf das Jahr 1889 zurückgehende Tradition und eine bis ins 15. Jahrhundert reichende Vorgeschichte als Gasthaus und Brauerei. Das Haus steht unter Denkmalschutz.

## Das Haus
Von 1523 bis 1911 wurde das Haus als Brauhaus genutzt. Damals gehörte zum Brauhaus 18 Wohnbuden, 1716 waren es noch 11 Wohnbuden. Im Jahre 1921 wurden die baufälligen Buden abgerissen. 1853 wurde die obere Etage für den Bierbrauer Soetbehr ausgebaut. Das Haus hat sieben Achsen, das Dach ist ein Krüppelwalmdach. Der Giebel ist von einem Deutschen Band getrennt. In der rechten Achse ist eine Durchfahrt zum Hof.

## Das Hotel
Am 1. August 1889 pachtete Wilhelm Vornekahl in Lüneburg ein Haus in der Lüner Straße Nr. 13 und nannte es Vornekahl’s Gasthaus. Im Jahr 1891 heiratete er Marie Otto, ihre Tochter Mathilde führte später mit ihrem Ehemann Albert Brakel die Gastwirtschaft weiter. Bis zu seinem Tod im Jahr 1909 bewirtschaftete Vornekahl nicht nur die Gastwirtschaft, sondern betrieb nebenher auch Landwirtschaft und braut sein eigenes Bier.
Am 25. November 1919 heiratete Mathilde Vornekahl Albert Brakel, mit dem sie die Gastwirtschaft weiterführte. Das Paar hatte zwei Kinder, Ilse und Albert jun. Es entstehen Fremdenzimmer im Seitenflügel des Hauses und im zweiten Stock. Der Name der Gastwirtschaft wurde in „Stadt Bremen“ geändert. Ab 1958 führten Albert Brakel jun. und seine Frau Gerda den Betrieb. Unter ihrer Leitung wurde aus dem „Stadt Bremen“ das „Hotel Bremer Hof“. 1972 kam das „Gästehaus Rotehahn“ hinzu, 1975 der Neubau „Haus Tilly“.  Das Hotel wurde um das Nachbarhaus erweitert, das aufwendig restauriert und zum Hotel umgebaut wurde. Zum hundertjährigen Jubiläum im Jahr 1989 wurde das „Kaufmannshaus“ eingeweiht. Nach dem Tode Albert Brakels 1995 übernahmen Thomas Brakel und seine Frau Kerstin den Betrieb und führten Hotel und Restaurant weiter.